# Puerto Boyacá
Puerto Boyacá é um município no departamento de Boyacá, na Colômbia.